# Аль-Джазира
«Аль-Джази́ра» (араб. الجزيرة‎: [аль-джазира], англ. Al Jazeera) — международная телекомпания со штаб-квартирой в Дохе, столице Катара. Создана в 1996 году по указу эмира Катара.
Название «Аль-Джазира» в переводе с арабского означает «остров» и подразумевает сокращение от арабского الجزيرة العربية (аль-Джазира аль-Арабийя) — традиционного арабского названия Аравийского полуострова, на котором расположен Катар.
Запрещена в Израиле и 6 арабских странах.

## Сеть «Аль-Джазира»
В сеть «Аль-Джазира» входят несколько каналов:
- «Al Jazeera» — международный новостной канал на арабском языке.
- «Al Jazeera English» — глобальный информационный телеканал на английском языке.
- «Al Jazeera Documentary Channel» — канал, транслирующий документальные фильмы на арабском языке.
- «Al Jazeera Sports» — популярный спортивный канал на арабском языке.
- «Al Jazeera Mubasher» (или «Al Jazeera Live») — политический канал (своеобразный аналог C-SPAN или BBC Parliament).
- «Al Jazeera Children’s Channel» — канал для детей (с 1 апреля 2013 канал называется «Джим», от названия буквы арабского алфавита «ج»).
- «Baraem» — детский канал для младшего дошкольного возраста на арабском языке.[3]
- «Al Jazeera Balkans» — международный новостной канал на боснийском языке.
- «Аль-Джазира Америка» (Al Jazeera America) — телеканал в США; запущен в августе 2013 года и закрыт в апреле 2016 г.[4][5]
- Rightly[англ.] — телеканал в США, запущен в феврале 2021; основная ставка сделалана на аудиторию консерваторов — зрителей Fox News[6]

У компании есть свой сайт в интернете, имеющий с 2003 также англоязычную версию — ныне официальный сайт канала «Al Jazeera English».

## Роль «Аль-Джазира» в Арабской весне

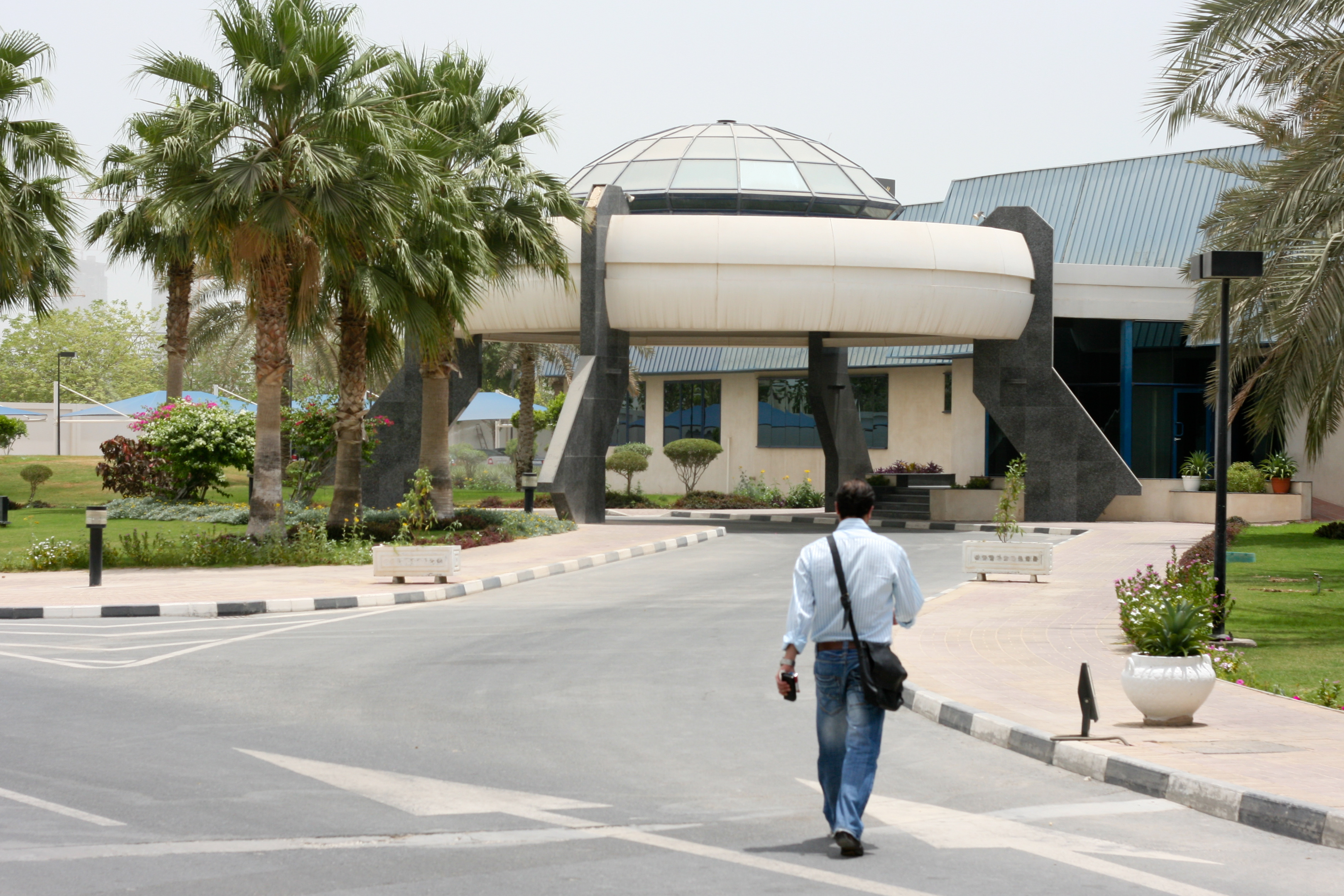
Центральный офис в Катаре

«Аль-Джазира» считается эффективным инструментом внешней политики Катара, который нацелен на ослабление ключевых стран региона, таких как Египет, Ливия, Сирия и Саудовская Аравия. Во время Арабской весны телеканал использовался для создания мифа о ней как о сугубо демократической революции против тираний в регионе, а также для дестабилизации светских режимов в арабском мире.
Как отметила в своё время американская «The New York Times», протесты, потрясшие арабский мир, имеют одно объединяющее звено — телеканал «Аль-Джазира», чье агрессивное освещение событий подогрело эмоции протестующих во всех столицах региона.

### Вклад в организацию революции 2011 года в Египте

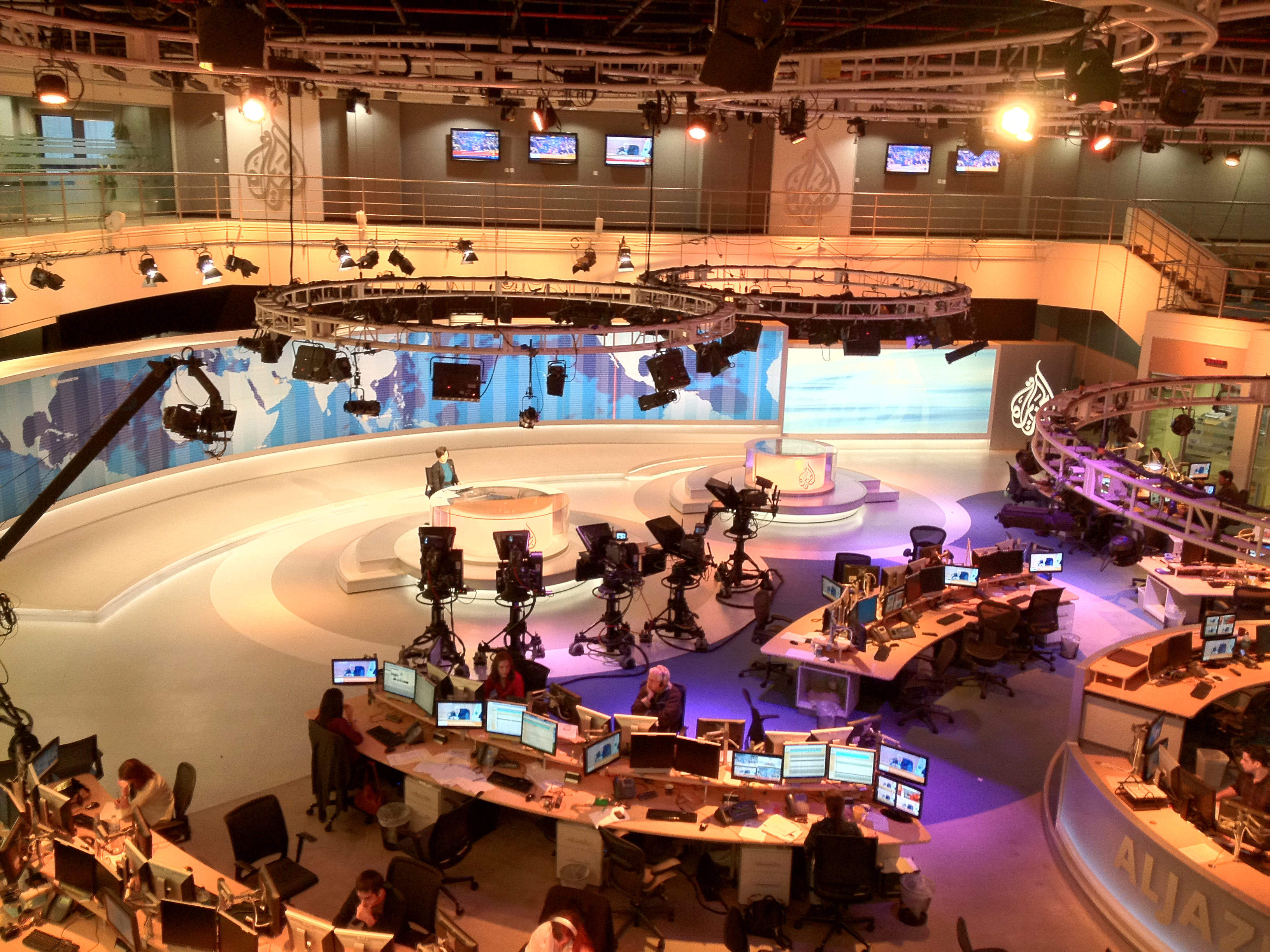
Студия новостей

Считается, что во время египетских волнений 2011 года «Аль-Джазира» сыграла чрезвычайно важную роль в свержении светского режима Хосни Мубарака. Движущей силой революции стала поддерживаемая Катаром исламистская организация «Братья-мусульмане» (признана террористической некоторыми странами мира, в том числе Египтом и Россией). Заинтересованный в исламизации региона Катар использовал Аль-Джазиру в качестве «рупора» этой организации.
Предоставляя эфир лидерам египетской оппозиции, транслируя обращения лидеров «Братьев-мусульман», призывавших жителей Египта выходить на улицы и присоединяться к противникам Хосни Мубарака, телеканал фактически выступил в качестве «организатора» уличных выступлений египетских исламистов. Очевидец событий, египетский писатель, офис которого находится на площади Тахрир, сообщает, что в самом начале волнений «Аль-Джазира» транслировала срочную новость о том, что на площади Тахрир собралось около миллиона человек. Выглянув в окно, писатель увидел, что в действительности на площади находится не более 200 человек. Однако из-за преувеличенных телеканалом данных количество протестующих на площади значительно возросло уже через час.
Одним из основных обвинений в адрес телеканала при освещении революционных событий в Египте в 2011 году также является однобокость подачи информации в пользу «Братьев-мусульман». Большую часть эфирного времени телеканал уделял протестам противников действовавшего президента и практически не показывал манифестации сторонников сохранения власти. Также операторы телеканала, используя невыгодные ракурсы, искусственно уменьшали численность сторонников Хосни Мубарака.
Власти Египта, посчитав, что предвзятое отношение «Аль-Джазира» к президенту Мубараку и сенсационная манера подачи материала способствуют разжиганию беспорядков в стране, аннулировали аккредитацию журналистов телеканала и закрыли доступ Аль-Джазиры к спутнику, через которое шло вещание. Однако информационная политика телекомпании достигла своей цели: в июне 2012 года представитель «Братьев-мусульман» Мухаммед Мурси победил на президентских выборах.

### Поддержка исламистов в Египте в 2013 году
В 2013 году в Египте нарастают недовольства населения проводимой Мурси политикой исламизации страны. В результате военного переворота к управлению страной приходят новые власти.
Советник президента Египта Сукейна Фуад тогда заявила, что:
«Аль-Джазира утратила профессиональную объективность при освещении событий в Египте и занимается подстрекательством».
Однако, даже после смены власти и, несмотря на явное недовольство населения «Братьями-мусульманами», телеканал продолжал политику однобокой подачи информации в пользу исламистов. Несколько близких к «Аль-Джазира» источников подтвердили факт, что в эфир телеканала часто приглашали аналитиков, сочувствующих «Братьям-мусульманам».
Канал продолжал исполнять роль инструмента реализации внешнеполитических целей Катара, стремящегося провести «суннизацию» арабского мира, а также ослабить ведущие страны региона путём дестабилизации их внутреннего положения.
Через два месяца после смены власти египетские исламисты в день отставки Мухаммеда Мурси вышли на улицы Каира выразить свою поддержку свергнутому президенту. «Аль-Джазира» обвинили в том, что она взяла на себя роль «координатора» уличных выступлений. В то время, как телеканал транслировал угрозы исламистов «захватить все площади» в Каире и провинциальных городах, большая часть граждан отвернулась от «братьев» и отвергла их проект «исламизации государства».
В ответ на это прокуратура Египта постановила задержать шефа бюро «Аль-Джазира» в Каире по обвинению в нарушении общественного порядка и создании угрозы национальной безопасности страны. В январе 2014 года в Египте за распространение лживой информации было возбуждено Судебное дело в отношении 20 корреспондентов «Аль-Джазира». Журналистам вменяли в вину принадлежность к террористическим организациям, подрыв национального единства и социального мира, а также распространение ложных сведений, создающих угрозу национальной безопасности. Суд приговорил журналистов к различным срокам заключения — от 3 до 10 лет. Один из журналистов Питер Грете был освобождён 1 февраля 2015 года. Другой Мохамед Фадель Фахми имеет шансы на освобождение с лишением гражданства Египта и высылкой в Канаду (Мохамед является бипатридом).

### Вклад в разжигание гражданской войны в Ливии
В феврале 2011 года вслед за египетскими событиями начинаются массовые волнения в Ливии, перешедшие в гражданскую войну между противниками и сторонниками Муаммара Каддафи. Транслируемые «Аль-Джазира» материалы способствовали эскалации конфликта и формированию искажённого восприятия ливийских событий у западных стран.
В. Чамов, Чрезвычайный и Полномочный Посол России в Ливии в 2008—2011 годах, в своих воспоминаниях пишет:
«В январе-марте 2011 г. Аль-Джазира систематически способствовала разжиганию в Ливии братоубийственной розни и формированию извращенной картины случившегося там».
Телеканал передал видео, на котором, как утверждала «Аль-Джазира», запечатлён расстрел демонстрантов ливийской армией. Однако внимательные телезрители среди них разглядели людей с зелёным флагом, символом ливийской Джамахирии. Расстрел демонстрации сторонников Каддафи был выдан за расправу ливийского лидера над своими противниками.
Позже «Аль-Джазира» передала сообщения о том, что ливийская авиация наносит удары по мирным демонстрантам и это привело к гибели в Киренаике 6 тыс. гражданских лиц. Как выяснилось позже, никаких ударов с воздуха по манифестантам не было, а общее число жертв на востоке Ливии составило менее 200 человек. СМИ большинства стран мира, не давая себе труда разобраться, что же на самом деле происходит в Ливии шли по пути наименьшего сопротивления и просто брали сюжеты у «Аль-Джазира», выдавая их за истину. В результате этих информационных вбросов правительство Каддафи стало восприниматься как «кровавый режим», а сам ливийский лидер был обвинён в нарушении прав человека.
Совет Безопасности ООН, обеспокоенный нарушением прав человека в Ливии принял резолюцию 1970 и 1973. Говоря о резолюции 1970, М. Каддафи заявил, что «резолюция Совета Безопасности ООН впервые в истории человечества была принята на основании телевизионных репортажей». Таким же образом и резолюция № 1973 была согласована не на основе сообщений посольств стран-членов Совета Безопасности, а на основе сообщений «Аль-Джазиры» и других телеканалов.
Последнее решение установило над Ливией бесполётную зону и санкционировало интервенцию международной коалиции. После бомбардировки военной техники и инфраструктуры ливийской армии позиции ливийских повстанцев значительно окрепли. Муаммар Каддафи был схвачен и убит, а власть перешла к переходному Национальному совету.

Телеканал «Russia Today» заявил, что «Аль-Джазира» сфальсифицировала видео, которое способствовало признанию переходного Национального совета в качестве нового правительства Ливии. Катарская телекомпания показала кадры, на которых ливийская оппозиция якобы штурмует Триполи. Однако эти выступления, якобы снятые журналистами на Зелёной площади, на самом деле были сняты заранее «Аль-Джазирой» в Катаре. На легко замечаемые различия между реальной площадью в Ливии и той, что показал телеканал, указывает Елена Милинчич, корреспондент RT: 
«Если приглядеться, на этой фотографии (стоп кадр репортажа „Аль-Джазиры“ и фотография настоящей площади в Триполи) наглядно видно, что многие детали не совпадают. Во-первых, тот, кто сделал эту копию, забыл поместить эти пальмы на мнимой Зелёной площади Триполи. Во-вторых, среди украшений не хватает орнамента на арке и ещё многих деталей».

## Журналисты за свободу слова
В марте 2012 года в СМИ стали появляться сообщения о журналистах «Аль-Джазиры», которые увольнялись один за другим, протестуя против необъективного освещения телеканалом сирийских событий. Среди первых уволившихся были исполнительный директор бюро «Аль-Джазиры» в Бейруте Хасан Шаабан, продюсер этого же бюро Муса Ахмад и корреспондент Али Хашем. Муса Ахмад тогда заявил, что телеканал превратился в политический инструмент, который используется против режима сирийского президента Башара Асада.

После увольнения Али Хашем в интервью российскому телеканалу Россия-24 заявил, что сирийским властям с самого начала противостояли вооруженные формирования, а не мирные граждане, как всех пытались убедить СМИ. В этом же интервью журналист «Аль-Джазиры» дал следующий комментарий:
«Мы все работаем на какое-то СМИ, которое принадлежит определённому государству. И это всегда не благотворительный проект. У них всегда есть программа и определённые причины, по которым они создают своё СМИ. За всеми ведущими арабскими СМИ стояли государства. И между ними есть взаимопонимание, что некоторые режимы в регионе должны быть свергнуты. И это отчётливо видно на примере Башара Асада в Сирии. Все сосредоточились на том, чтобы этот режим пал любой ценой. Да, СМИ действительно искажают реальность. Происходит это потому, что сила СМИ сейчас в руках противников сирийского режима».
12 июля 2013 года около 20 репортеров телеканала «Аль-Джазира» одновременно подали руководству заявления об увольнении. По словам журналистов, причиной такого шага стало необъективное освещение телекомпанией военного переворота в Египте. Как утверждают репортёры, руководство телеканала велело им вести репортажи из Каира, открыто поддерживая «Братьев-мусульман», заставляло говорить неправду о происходящем в стране и тем самым подрывать авторитет родины и армии. Многие из пожелавших уволиться сотрудничали с каналом более 10 лет.

## Потеря зрителей
Информационная политика катарского телеканала при освещении событий Арабской весны привела к тому, что в период с 2011 по 2013 он растерял 86 % своей аудитории. Количество зрителей «Аль-Джазиры» во всем мире за эти два года снизилось с 43 млн до 6 млн зрителей; в арабском мире телеканал перестали смотреть четверо из пяти человек. В Сирии, Ираке, Ливане, Саудовской Аравии, Бахрейне, Алжире и Судане количество зрителей «Аль-Джазиры» снизилось на 60-90 %.
По словам нью-йоркской «Daily News», «Аль-Джазира» превратилась в «арабскую пропагандистскую организацию, которая контролируется средневековым катарским режимом и маскируется под медийную компанию»; «взращенная Катаром с таким трудом „информационная сабля“ — „Аль-Джазира“ — полностью растратила свой кредит доверия недостоверными репортажами из пораженных „весной“ стран».

## Запрет вещания и закрытия офисов
По данным BBC, по крайней мере, с 2014 года «критика в адрес Аль-Джазиры исходит как от простых людей, так и от арабских правительств».
Деятельность «Аль-Джазиры» запрещена или приостановлена в ряде стран:
- Иордания — с 8 августа 2002 года закрыла офис компании и аннулировала аккредитацию[41];
- Бахрейн — с 19 мая 2010 года приостановил на неопределённый срок деятельность местного подразделения «за нарушение профессиональных норм и несоблюдение законов и процедур, регулирующих журналистику, полиграфическое дело и издательскую деятельность»[42];
- Кувейт — с 13 декабря 2010 года закрыл офис местного подразделения и аннулировал его аккредитацию[43];
- Египет — с 25 мая 2017 года заблокировал сайт компании из-за поддержки терроризма и распространения ложных новостей[44];
- Саудовская Аравия — с 5 июня 2017 года закрыла местный офис компании и аннулировала аккредитацию[45];
- Израиль — с 5 мая 2024 года закрыл офис компании[46], после чего запрет на вещание в Израиле продлевается каждые 45 дней[47];
- Государство Палестина — в 2009 году Палестинская администрация (ПА) запретила на своей территории вещание «Аль-Джазиры» за подстрекательство в свой адрес, но через несколько дней отменила запрет[48]. 22 сентября 2024 года ЦАХАЛ остановил работу офиса «Аль-Джазиры» в Рамалле, как и в Израиле, на 45 дней[47]. 23 декабря 2024 года, в связи с поддержкой телеканалом исламистских группировок ХАМАС[a] и ПИД[b], ПА, по сообщениям местных СМИ, также ввела запрет на вещание «Аль-Джазиры»[49][50][51].

Кроме этого:
- ОАЭ — издание было заблокировано в стране с 2017 по 2023 год[52];
- Бангладеш — 5 февраля 2021 года Федеральный союз журналистов Бангладеш потребовал ввести запрет на вещание «Аль-Джазиры»[53].

## Награды
В 2012 году Фонд Рузвельта (англ. Roosevelt Stichting) в рамках проекта «International Four Freedoms Award» присудил каналу «Аль-Джазира» победу в номинации «Свобода слова и выражения». Церемония награждения состоялась в Нидерландах с участием королевы Беатрикс.
«Аль-Джазира», как и во времена интервенции США и НАТО в Афганистан, оказалась чуть ли не единственным источником информации о том, что происходит в городах, охваченных волнениями. В 2012 году за освещение Арабской весны и за предоставление «взгляда на происходящие события изнутри» Королевское телевизионное общество (Royal Television Society, RTS) Великобритании признало катарский телеканал «Аль-Джазира» лучшим новостным каналом года.

## Журналисты, погибшие и раненые в горячих точках
Мухаммед аль-Месалма (также известный как Мухаммед аль-Хурани) был корреспондентом «Аль-Джазиры» в Сирии во время гражданской войны, и погиб от пули снайпера, по оценке самого телеканала и ряда западных изданий, принадлежавшего к силам режима Башара Асада.
Ширин Абу Акле, журналистка телеканала с 1997 года и одна из первых женщин-репортёров арабоязычной сети, получила известность репортажами из зоны палестино-израильского конфликта. 11 мая 2022 года она вместе со съёмочной группой готовила репортаж из лагеря беженцев Дженин, на Западном берегу реки Иордан. В этот день Армия обороны Израиля (ЦАХАЛ) проводила там рейд после терактов в Иерусалиме. Во время последовавшей перестрелки между военными и боевиками одна из пуль попала в голову журналистке, что привело к её смерти; также был ранен в спину продюсер «Аль-Джазиры» Али Аль-Самуди. ЦАХАЛ признал, что, с высокой вероятностью, Абу Акле была по ошибке застрелена солдатом.
Анас Аш-Шариф, журналист «Аль-Джазиры» и член медиакоманды ХАМАС в секторе Газа, обвинявшийся Израилем в том, что он также руководил ячейкой боевиков группировки и вёл пропагандистскую деятельность, погиб в результате израильского авиаудара.

### Комментарии
1. ↑  ХАМАС признан террористической организацией Европейским союзом, Организацией американских государств и властями Аргентины, Австралии, Великобритании, Израиля, Канады, Новой Зеландии, Парагвая, США и Японии. Его деятельность также запрещена в Иордании и Египте.
2. ↑  Палестинский исламский джихад признан террористической организацией в Европейском союзе, Австралии, Великобритании, Израиле, Канаде, Новой Зеландии, США и Японии.